# NGC 207
NGC 207 (również PGC 2395) – galaktyka spiralna (Sa), znajdująca się w gwiazdozbiorze Wieloryba. Odkrył ją 7 grudnia 1857 roku R.J. Mitchell – asystent Williama Parsonsa.
W galaktyce tej zaobserwowano do tej pory jedną supernową – SN 2005ct.